# Sense
Sense är ett distrikt i kantonen Fribourg, Schweiz.

## Geografi

### Indelning
Sense är indelat i 15 kommuner:
- Brünisried
- Bösingen
- Düdingen
- Giffers
- Heitenried
- Plaffeien
- Plasselb
- Rechthalten
- Sankt Silvester
- Sankt Ursen
- Schmitten
- Tafers
- Tentlingen
- Ueberstorf
- Wünnewil-Flamatt